# Breitenbach am Inn
Breitenbach am Inn ist eine Gemeinde mit 3564 Einwohnern (Stand 1. Jänner 2024) im Bezirk Kufstein, Tirol, Österreich. Die Gemeinde liegt im Gerichtsbezirk Rattenberg. Mit 37,99 km² ist sie flächenmäßig die neuntgrößte Gemeinde des Bezirkes.

## Geographie

### Gemeindegliederung

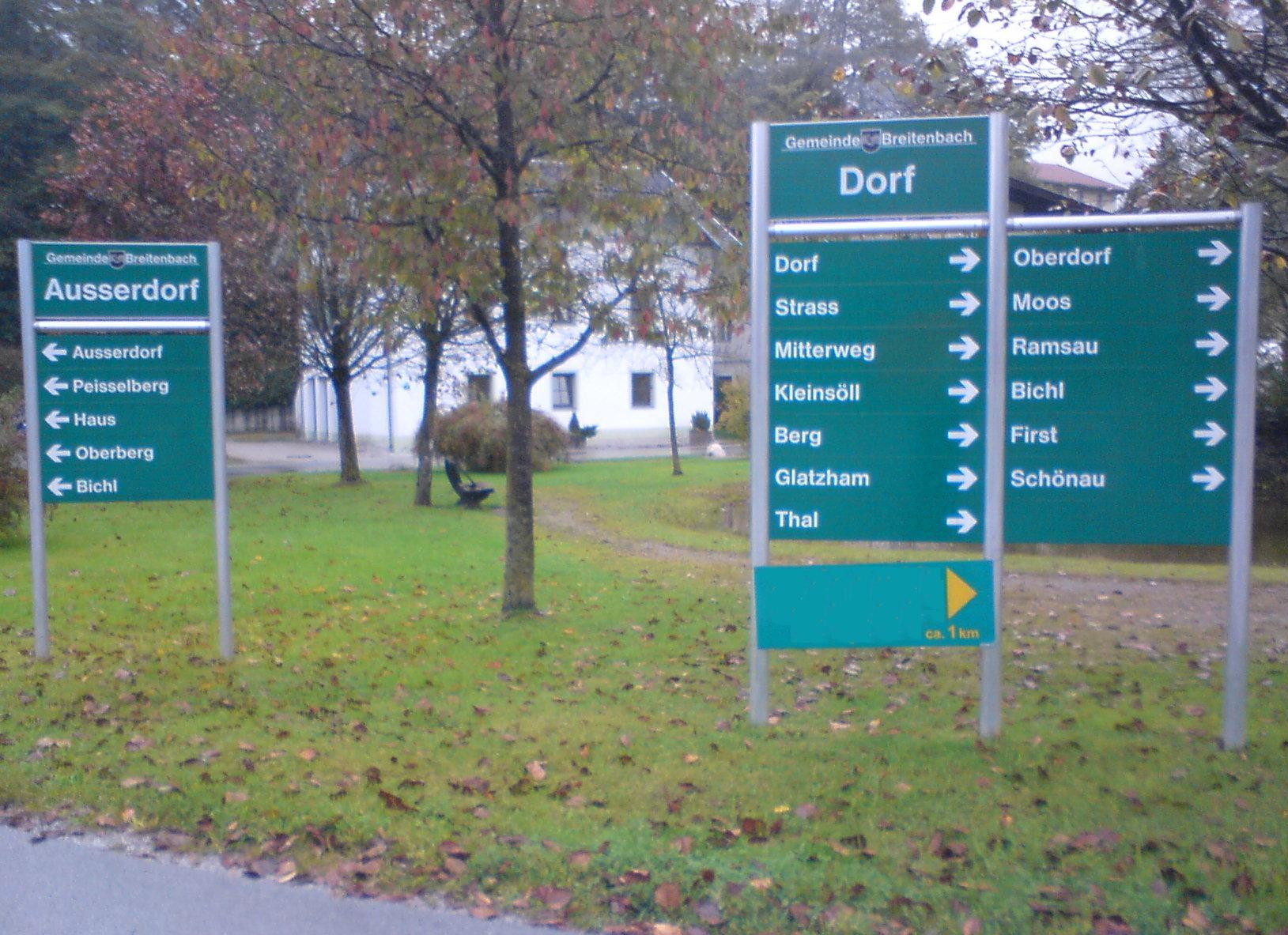
Neue Ortsteilbeschilderung (2010)

Das Gemeindegebiet umfasst vier Ortschaften (Einwohner Stand 1. Jänner 2024):
- Breitenbach am Inn (2186)
- Haus (398)
- Kleinsöll (525)
- Schönau (455)

Die Gemeinde besteht aus der einzigen Katastralgemeinde Breitenbach.
Die Gemeinde Breitenbach besteht in ihren Grenzen etwa seit Mitte des 19. Jahrhunderts und zeichnet sich neben dem Hauptort Breitenbach durch die weite Streulage ihrer Weiler aus. Sie besteht aus den Ortsteilen Dorf, Kleinsöll, Schönau, Glatzham und Haus (Mosertal). 2006 wurden die Ortsteile und Hausnummern neu vergeben.

### Nachbargemeinden
| Brandenberg          |                                             | Thiersee  |
| Brandenberg          | Kompassrose, die auf Nachbargemeinden zeigt | Angerberg |
| Kramsach0000 Radfeld | Kundl                                       | Wörgl     |

## Geschichte
Kurz vor 800 n. Chr. wurde Breitenbach bereits als Mensalpfarre für die Mönchzelle in Kufstein erwähnt, die Pfarrkirche St. Petrus gehört zu den ältesten Kirchen des Tiroler Unterlands. Breitenbach zählt mit Angath und Langkampfen zu den drei freisingischen Urpfarren auf Tiroler Boden.
Urkundlich tritt Breitenbach („Praytenpach“) relativ spät, erstmals 1157 als Tafelpfarre des Kanonikerstiftes St. Andrä in Freising auf. Die ursprünglichen Grenzen der Ur- und Mutterpfarre Breitenbach umfassten die Gebiete der Pfarren Brandenberg, Steinberg, Mariatal, Voldöpp und Mosen (Kramsach), die alle erst 1891 endgültig aus diesem Verband ausgeschieden sind.
Von 739 bis 1818 bildete der Inn von der Mündung des Habachs (zwischen Münster und Kramsach) bis Kufstein die Grenze zwischen dem Gebiet der Erzdiözese Salzburg am rechten und jenem von Freising am linken Ufer des Flusses. Mit der kirchlichen Gebietseinteilung ging die weltliche einher und durch über 900 Jahre, von der bayerischen Landnahme bis zum Jahre 1504, teilte Breitenbach die Geschicke mit dem Herzogtum Bayern.

### Einwohnerentwicklung

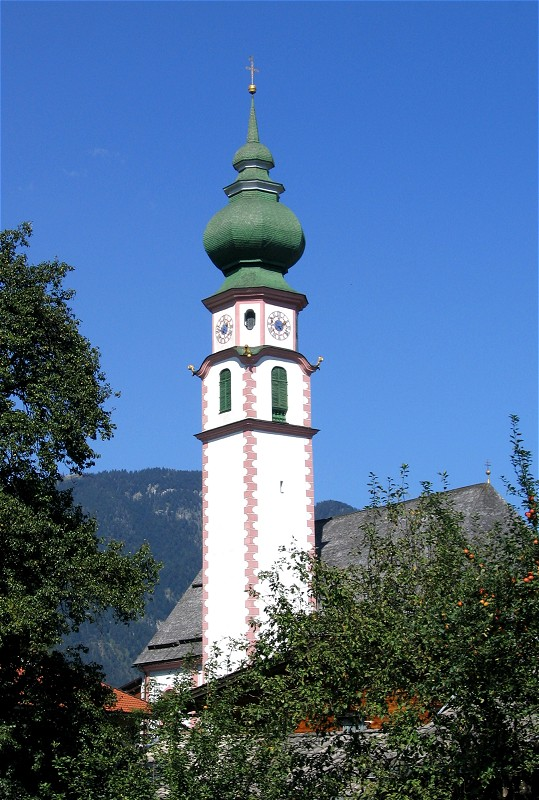
Pfarrkirche St. Petrus

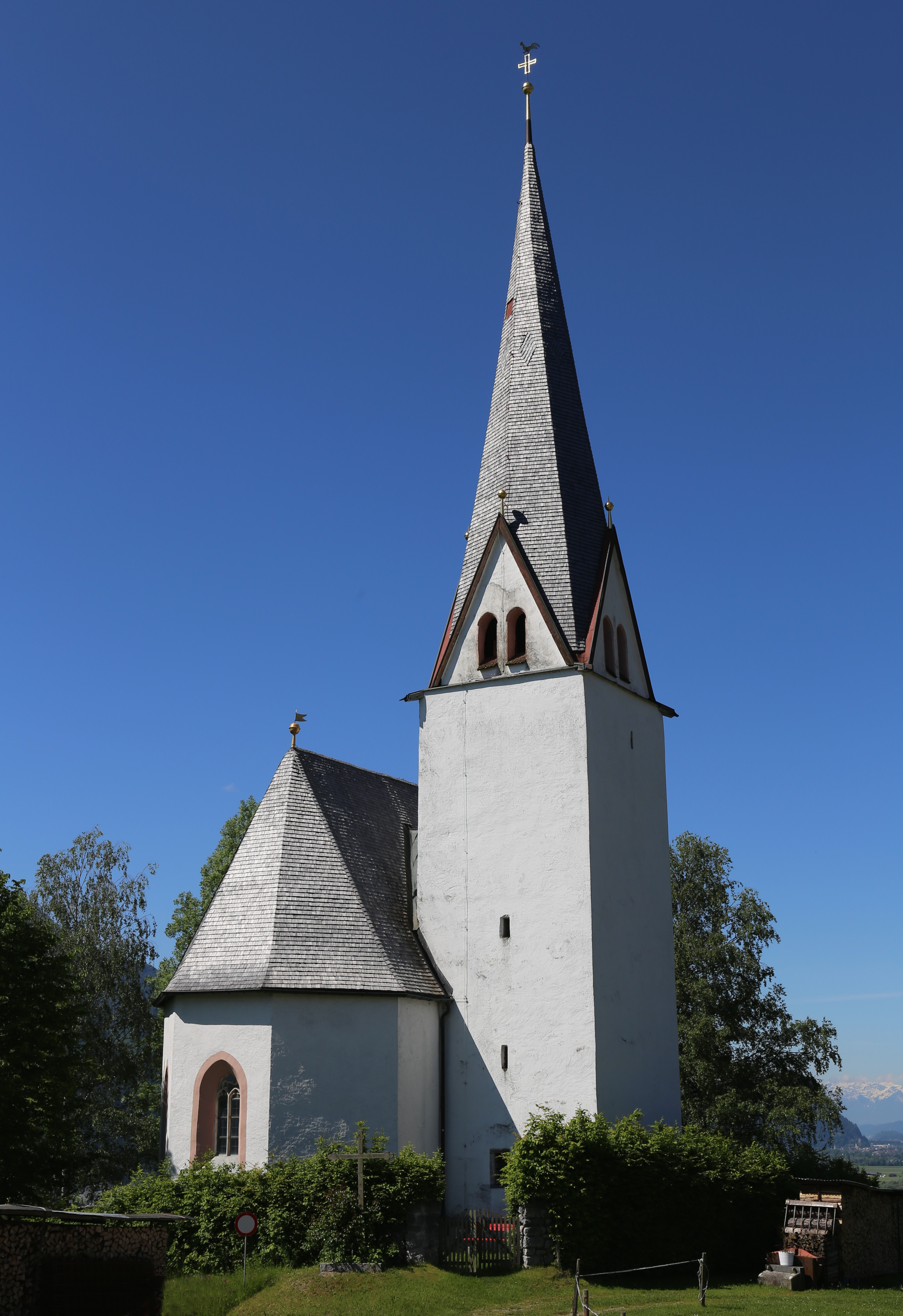
Filialkirche Kleinsöll

| Breitenbach am Inn: Einwohnerzahlen von 1869 bis 2024 | Breitenbach am Inn: Einwohnerzahlen von 1869 bis 2024 | Breitenbach am Inn: Einwohnerzahlen von 1869 bis 2024 | Breitenbach am Inn: Einwohnerzahlen von 1869 bis 2024 | Breitenbach am Inn: Einwohnerzahlen von 1869 bis 2024 |
| ----------------------------------------------------- | ----------------------------------------------------- | ----------------------------------------------------- | ----------------------------------------------------- | ----------------------------------------------------- |
| Jahr                                                  |                                                       |                                                       |                                                       | Einwohner                                             |
| 1869                                                  | 1869                                                  |                                                       | 1.050                                                 | 1.050                                                 |
| 1880                                                  | 1880                                                  |                                                       | 1.068                                                 | 1.068                                                 |
| 1890                                                  | 1890                                                  |                                                       | 1.052                                                 | 1.052                                                 |
| 1900                                                  | 1900                                                  |                                                       | 1.046                                                 | 1.046                                                 |
| 1910                                                  | 1910                                                  |                                                       | 1.176                                                 | 1.176                                                 |
| 1923                                                  | 1923                                                  |                                                       | 1.211                                                 | 1.211                                                 |
| 1934                                                  | 1934                                                  |                                                       | 1.381                                                 | 1.381                                                 |
| 1939                                                  | 1939                                                  |                                                       | 1.402                                                 | 1.402                                                 |
| 1951                                                  | 1951                                                  |                                                       | 1.573                                                 | 1.573                                                 |
| 1961                                                  | 1961                                                  |                                                       | 1.699                                                 | 1.699                                                 |
| 1971                                                  | 1971                                                  |                                                       | 2.048                                                 | 2.048                                                 |
| 1981                                                  | 1981                                                  |                                                       | 2.393                                                 | 2.393                                                 |
| 1991                                                  | 1991                                                  |                                                       | 2.663                                                 | 2.663                                                 |
| 2001                                                  | 2001                                                  |                                                       | 3.152                                                 | 3.152                                                 |
| 2011                                                  | 2011                                                  |                                                       | 3.322                                                 | 3.322                                                 |
| 2021                                                  | 2021                                                  |                                                       | 3.505                                                 | 3.505                                                 |
| 2024                                                  | 2024                                                  |                                                       | 3.564                                                 | 3.564                                                 |
| Quelle(n): Statistik Austria, Gebietsstand 1.1.2021   |                                                       |                                                       |                                                       |                                                       |

## Kultur und Sehenswürdigkeiten
- Katholische Pfarrkirche Breitenbach am Inn zum hl. Petrus
- Katholische Filialkirche Kleinsöll zum hl. Johannes der Täufer

## Wirtschaft und Infrastruktur
Ursprünglich war Breitenbach ein reines Bauerndorf, das sich größtenteils selbst versorgte. Was man brauchte und nicht in der näheren Umgebung erhältlich war, wurde mit Schiffen auf dem Inn angeliefert. Dass es in Breitenbach auch eine Schopperstätte (Reparaturwerkstätte für Innschiffe) gab, beweist heute noch der Name „Schopper“wirt.
In den Jahren um 1860 veranlasste die auf der Südseite des Inns entstandene Eisenbahn eine enorme wirtschaftliche Entwicklung, von der Breitenbach wegen des Fehlens einer Brücke zunächst ausgeschlossen war. Wollte man von Breitenbach auf die andere Innseite nach Kundl gelangen, so gab es nur eine „Überfuhr“ (Fähre). 1894 führte der Gemeinderat Verhandlungen zum Bau einer Brücke und bereits 1896 wurde diese eröffnet.

### Verkehr
- Eisenbahn: Die nächste S-Bahn-Haltestelle ist in Kundl an der Unterinntalbahn etwa einen Kilometer südlich von Breitenbach.[3]
- Straße: Südlich der Gemeinde verläuft die Inntal Autobahn A 12.

### Bildung
Früher gab es in der Gemeinde drei Volksschulen, heute nur noch eine, sowie eine Neue Mittelschule.

## Politik

### Gemeinderat
Der Gemeinderat besteht aus 15 Mitgliedern.
| Partei                                    | 2022             | 2022             | 2016             | 2016             | 2010             | 2010             |
| Partei                                    | %                | Mandate          | %                | Mandate          | %                | Mandate          |
| ----------------------------------------- | ---------------- | ---------------- | ---------------- | ---------------- | ---------------- | ---------------- |
| ÖVP-Bürgermeisterliste                    | 43,25            | 7                | 45,30            | 8                | 58,68            |                  |
| Freiheitliche Breitenbacher               | 15,37            | 2                | 17,30            | 2                | nicht kandidiert | nicht kandidiert |
| Parteiunabhängige BreitenbacherInnen      | 13,40            | 2                | 16,46            | 2                | 16,63            |                  |
| SPÖ und GRÜNE – Gemeinsam für Breitenbach | 11,47            | 2                | nicht kandidiert | nicht kandidiert | nicht kandidiert | nicht kandidiert |
| Junge Breitenbacher                       | 6,03             | 1                | 09,60            | 1                | 13,95            |                  |
| MFG                                       | 10,48            | 1                | nicht kandidiert | nicht kandidiert | nicht kandidiert | nicht kandidiert |
| Aktiv für Breitenbach-SP                  | nicht kandidiert | nicht kandidiert | 11,34            | 2                | 12,74            |                  |

### Bürgermeister
- 1968–1986 Josef Margreiter (ÖVP)
- 1986–2003 Andreas Atzl (ÖVP)
- 2003–2022 Alois Margreiter (ÖVP)[8]
- seit 2022 Josef Auer (ÖVP)

### Wappen

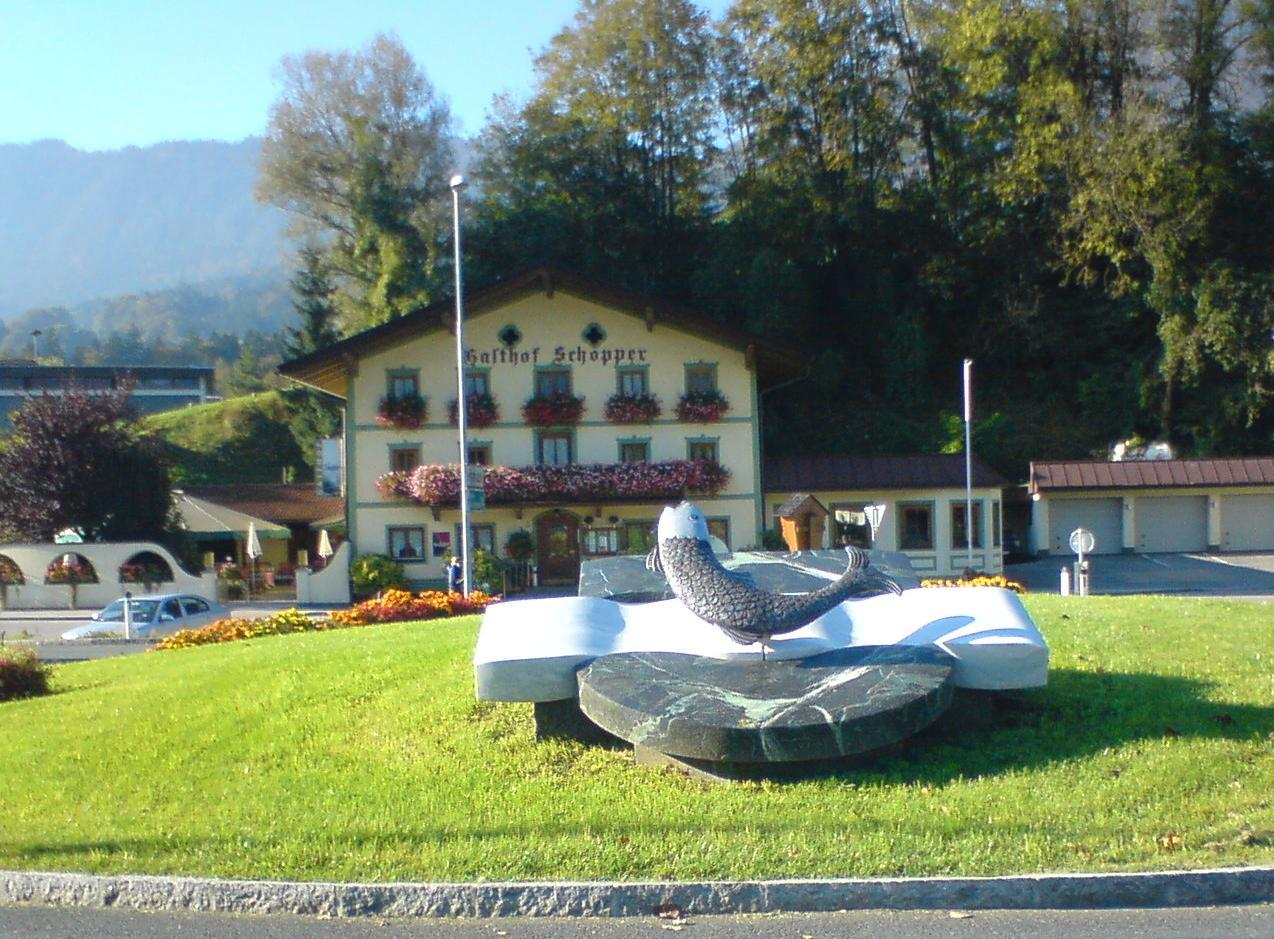
Dreidimensionales Wappen im Kreisverkehr beim Ortseingang

Mit Beschluss der Tiroler Landesregierung vom 23. Juli 1963 wurde der Gemeinde Breitenbach das heutige Gemeindewappen verliehen.

Blasonierung (Wappenbeschreibung):
„Im schwarzen Feld ein silberner Querfluss mit einem nach rechts aufsteigenden, wechselfarbigen, silber-schwarzen Fisch.“
Der silberne Querfluss weist auf den durch das Dorf rinnenden Bach hin, der für die Namensgebung der Gemeinde bestimmend und durch seinen Fischreichtum für diese auch immer von Bedeutung war.

## Persönlichkeiten
- Alois Margreiter (* 1956), Betriebsberater und Abgeordneter zum Tiroler Landtag